# 21558 Alisonliu
Alisonliu (asteróide 21558) é um asteróide da cintura principal, a 2,2339368 UA. Possui uma excentricidade de 0,1643574 e um período orbital de 1 596,5 dias (4,37 anos).
Alisonliu tem uma velocidade orbital média de 18,21661087 km/s e uma inclinação de 11,94336º.
Este asteróide foi descoberto em 24 de Agosto de 1998 por LINEAR.